# ニコ☆モコ
ニコ☆モコは、10代女性向けファッション雑誌『ニコラ』と大仏キャラクター「ブツブツ大仏」のタイアップで実現した、ニコラモデル（ニコモ）による音楽グループである。

## 概要
『ニコラ』2010年1月号P12でユニット結成および活動内容、2月号P101で活動内容の詳細が発表された。2010年は平城京遷都1300年記念ということで、増田英彦（ますだおかだ）プロデュースの大仏キャラクター「ブツブツ大仏」と組んで様々な活動を行った。「ニコ☆モコ」というユニット名はニコラのミニミニ開放日に投票によって決定された。
2010年1月から関西テレビ制作の音楽番組『ミュージャック』の「今日の“ぶつぶつ”」というコーナーに出演した（BSフジでも約1週間遅れで放送）。
CDリリース後、2010年5月31日をもって日南響子が卒業。
同年9月に藤田ニコルと春川芽生が新メンバーとして加入し、2010年と2011年に新曲をリリースした。
2011年の配信以降は特に目立った活動はしていない。2013年度末には全メンバーが『ニコラ』を卒業したため、事実上自然消滅した。

## メンバー
立石晴香（たていし はるか）
1994年9月28日生まれ、大阪府出身。
2011年5月号をもって『ニコラ』を卒業。
中山絵梨奈（なかやま えりな）
1995年6月1日生まれ、千葉県出身。
2012年5月号をもって『ニコラ』を卒業。
田中若葉（たなか わかば）
1997年5月17日生まれ、愛知県出身。
2014年5月号をもって『ニコラ』を卒業。
藤田ニコル（ふじた ニコル）
1998年2月20日生まれ、埼玉県出身、2010年9月にニコ☆モコへ加入。
2014年5月号をもって『ニコラ』を卒業。
春川芽生（はるかわ めいく）
1996年8月11日生まれ、大阪府出身、2010年9月にニコ☆モコへ加入。
2013年5月号をもって『ニコラ』を卒業。

### 旧メンバー
日南響子（ひなみ きょおこ）
1994年2月6日生まれ、愛知県出身、2010年5月31日をもってニコ☆モコを卒業。
2010年5月号をもって『ニコラ』を卒業。

## ディスコグラフィ
1. さくらなみき / だいぶつぶつぶつ（2010年3月3日、ポニーキャニオン）[7][8]
  - さくらなみき 作詞・作曲：増田英彦（ますだおかだ） / 編曲：五十嵐宏治
  - だいぶつぶつぶつ[9] 作詞・作曲：増田英彦（ますだおかだ） / 編曲：原田憲
2. 大仏・タイガース（2010年9月15日、レコチョク）[10]
3. さくらなみき〜卒業〜（2011年2月16日、レコチョク）

## 出演

### イベント
- CDデビュー記念イベント（2010年3月3日、ソラド原宿）
- 大阪での発売記念イベント（2010年3月6日、千里セルシー セルシー広場）
- 東京での発売記念イベント（2010年3月7日、池袋サンシャインシティ アルパB1F 噴水広場）
- nicola開放日スペシャル（2010年3月30日、東京ファッションタウンビル TFTホール）
- 『さくらなみき〜卒業〜』お披露目イベント（2011年2月1日、ソラド原宿）

### テレビ番組
- ミュージャック「きょうの“ぶつぶつ”」（2010年1月15日 - 3月12日、関西テレビ）
- おもいッきりPON!（2010年3月5日、日本テレビ）[11]
- あっぷ&UP!（2010年3月8日・2011年3月23日、関西テレビ）

### ラジオ
- ますおかちゃんねる（2010年3月12日、ニッポン放送）